# Городское поселение «Посёлок Чегдомын»
Городско́е поселе́ние «Посёлок Чегдомы́н» — городское поселение в Верхнебуреинском районе Хабаровского края. Административный центр — рабочий посёлок Чегдомын, также включает в себя посёлок сельского типа ЦЭС.

## Население
| 2010    | 2011    | 2012    | 2013    | 2014    | 2015    | 2016    |
| ------- | ------- | ------- | ------- | ------- | ------- | ------- |
| 14 031  | ↘14 002 | ↘13 702 | ↘13 550 | ↘13 425 | ↘13 299 | ↘13 170 |
| 2017    | 2018    | 2019    | 2020    | 2021    | 2023    |         |
| ↘13 109 | ↘12 882 | ↘12 635 | ↘12 520 | ↗12 800 | ↘12 672 |         |